# Monte Mattarese
Il Monte Mattarese (796,9 m s.l.m.)  è una montagna dei Monti Lepini nell'Antiappennino laziale, che si trova nel Lazio, nella provincia di Latina, nel territorio comunale di Maenza.